# На реке Сунгари (Баллада Северо-востока)
«На реке Сунгари» (кит. упр. 松花江上, пиньинь Sōnghuā Jiāng Shàng), также известна под названием «Баллада Северо-востока» — одна из наиболее известных китайских песен периода Антияпонской войны, написанная композитором Чжан Ханьхуэем в мае 1936 года во время отступления китайских войск из оккупированных японцами северо-восточных провинций Китая.

## История
После инцидента 18 сентября, японская армия напала на северо-восточные провинции Китая (формально не объявляя войну правительству Чан Кайши в Нанкине, которое после признания его власти всеми военными кликами формально контролировало всю страну) и начала их захват. Северо-Восточная армия не оказывала сопротивления и отступила, сдав эти провинции врагу. Позднее она была переброшена в Шэньси и Ганьсу для окружения и подавления Особого района, контролируемого китайской Красной армией Мао Цзэдуна. Попытки патриотов организовать партизанское движение в Маньчжурии не удавались.
В это время в Сиане собралось большое количество беженцев с северо-востока. Они высказывали недовольство, что китайский народ вместо того, чтобы сплотиться и сообща противостоять японской агрессии — разделён и продолжает гражданскую войну. Учитель средней школы № 2 в Сиане Чжан Ханьхуэй, выражая эти настроения, в мае 1936 года написал песню «На реке Сунгари». Как он сам потом говорил: «Я превратил крик северных женщин, плачущих по своим мужьям и сыновьям на могиле, в мелодию «На реке Сунгари».
Песня быстро обрела всеобщую популярность в Сиане, затем за Великой стеной и по всей стране, став одним из символов антияпонского сопротивления.
Она вошла в революционную оперу—мюзикл «Алеет Восток» 1964 года, открывая четвёртое действие, с несколько изменённым текстом: строка «Мама, папа, когда мы сможем собраться вместе» была заменена на строку «Милые моему сердцу соотечественники, когда же мы встретимся вновь?»
Песня была адаптирована для фортепианного соло китайским пианистом Цуй Шигуаном в 1967 году.

## Текст
| Упрощённые иероглифы | Традиционные иероглифы | Пиньинь | Перевод |
| --- | --- | --- | --- |
| 我的家在东北松花江上， 那里有森林煤矿， 还有那满山遍野的大豆高粱。 我的家在东北松花江上， 那里有我的同胞，还有那衰老的爹娘。 “九.一八”，“九.一八”！从那个悲惨的时候， 脱离了我的家乡，抛弃那无尽的宝藏， 流浪！流浪！整日价在关内，流浪！ 哪年哪月，才能够回到我那可爱的故乡？ 哪年哪月，才能够收回我那无尽的宝藏？ 爹娘啊，爹娘啊！什么时候才能欢聚在一堂？ | 我的家在東北松花江上， 那裏有森林煤礦， 還有那滿山遍野的大豆高粱。 我的家在東北松花江上， 那裏有我的同胞，還有那衰老的爹娘。 「 九.一八 」，「 九.一八！ 」從那個悲慘的時候， 脫離了我的家鄉，拋棄那無盡的寶藏， 流浪！流浪！整日價在關內，流浪！ 哪年哪月，纔能夠回到我那可愛的故鄉？ 哪年哪月，纔能夠收回我那無盡的寶藏？ 爹娘啊，爹娘啊！甚麼時候纔能歡聚在一堂？ | wǒ de jiā zài Dōngběi Sōnghuā Jiāng shang nàli yǒu sēnlín méikuàng, háiyǒu nà mǎnshānbiànyě de dàdòu gāoliáng. wǒ de jiā zài Dōngběi Sōnghuā Jiāng shàng, nàli yǒu wǒ de tóngbāo, háiyǒu nà shuāilǎo de diē-niáng. Jiǔ-Yībā, Jiǔ-Yībā! cóng nàgè bēicǎn de shíhou, tuōlí le wǒ de jiāxiāng, pāoqì nà wújìn de bǎozàng, liúlàng! liúlàng! zhěngrìjia zài Guānnèi, liúlàng! nǎ nián nǎ yuè, cái nénggòu huídào wǒ nà kě'ài de gùxiāng? nǎ nián nǎ yuè, cái nénggòu shōuhuí wǒ nà wújìn de bǎozàng? diē-niáng a, diē-niáng a! shénme shíhou cái néng huānjù zài yītáng? | Мой дом у реки Сунгари на северо-востоке страны. Это край, богатый лесами и углём. Бескрайние долины и склоны его холмов засеяны соей и гаоляном. Мой дом у реки Сунгари на северо-востоке страны. Где живут мои старенькие мать с отцом. И мои дорогие односельчане. После трагического дня 18 сентября, Я покинул свой дом, Оставив позади бесчисленные сокровища родного края. И теперь брожу, бездомный, На юге от Великой стены. Когда же я вернусь В свой любимый дом? Когда мы вернёмся К бесчисленным сокровищам родного края? Милые моему сердцу соотечественники, Когда же мы встретимся вновь? |